# Krusa mexicana
Krusa mexicana is een hooiwagen uit de familie Sclerosomatidae.